# Ariadna Chaves
Ariadna Chaves (San Miguel de Tucumán, 24 de setembre de 1924-2 d'abril de 2016) va ser una poetessa argentina.

## Carrera
A la seva província va fer estudis de Filosofia i Lletres. També va exercir la docència. Amb la seva poesia va col·laborar en diaris i revistes de Tucumán i de l'Argentina. Va rebre nombrosos premis.
Els seus poemes figuren en antologies argentines entre les quals mereix destacar-se la Antología de la poesía Argentina, amb selecció i pròleg de Raúl Gustavo Aguirre.
Van ser els seus mestres Horacio Descole, Manuel Corbalán, José Nieto Palacios, Antonio Berni, Lino Spilimbergo, Eugenio Hirch, Leonor Vasena.
Tenia amistat amb altres importants personalitats provincianes com Juan González, Arturo Álvarez Insulsa, Guillermo Orce Remis, Raúl Klass.
Va declarar haver escrit en tres dies als 19 anys el seu primer llibre de poemes titulat: Poemes.
Va donar molt a parlar l'apassionada relació que va unir a Ariadna Chaves amb tres grans pintors: José Nieto Palacios; amb Lino Spilimbergo i més tard amb Antonio Berni, els qui van retratar la llegendària bellesa de la poeta tucumana.

## Comentari sobre la seva obra poètica
| «                       | L'obra d'Ariadna Chaves respon a les modalitats poètiques de l'època, amb dignitat i substància s'entén, altura i fondària -dues aparents contradiccions que no són tals sinó dos conceptes complementaris que gairebé signifiquen el mateix- valentia, cert llanguiment prosaica que no li fa mal i, per descomptat, poesia, una levitació que no abunda, almenys al nostre país, tant com es pensa. | » |
| — Gustavo García Saraví | |   |

## Obres publicades
- Poemas (Canciones de la víspera), 1951.
- Las Otras tierras, 1961.
- El Arco, 1962.
- Intemperie, 1977.
- La Flor al dueño, 1983
- Río Circular (Antología), 1987

El seu treball poètic forma part de les següents antologies:
- Giménez Pastor, Marta i José Daniel Viacava, Selección Poética femenina 1940-1960, Ediciones Culturales Argentinas Ministerio de Educación y Justicia, Buenos Aires, 1965.
- Joubin Colombres, Eduardo, Romancero Tucumano.
- Bravo Figueroa, Gustavo, Poesía de Tucumán, Siglo XX, Ediciones Atenas, Tucumán, 1965.